# Maruti 800

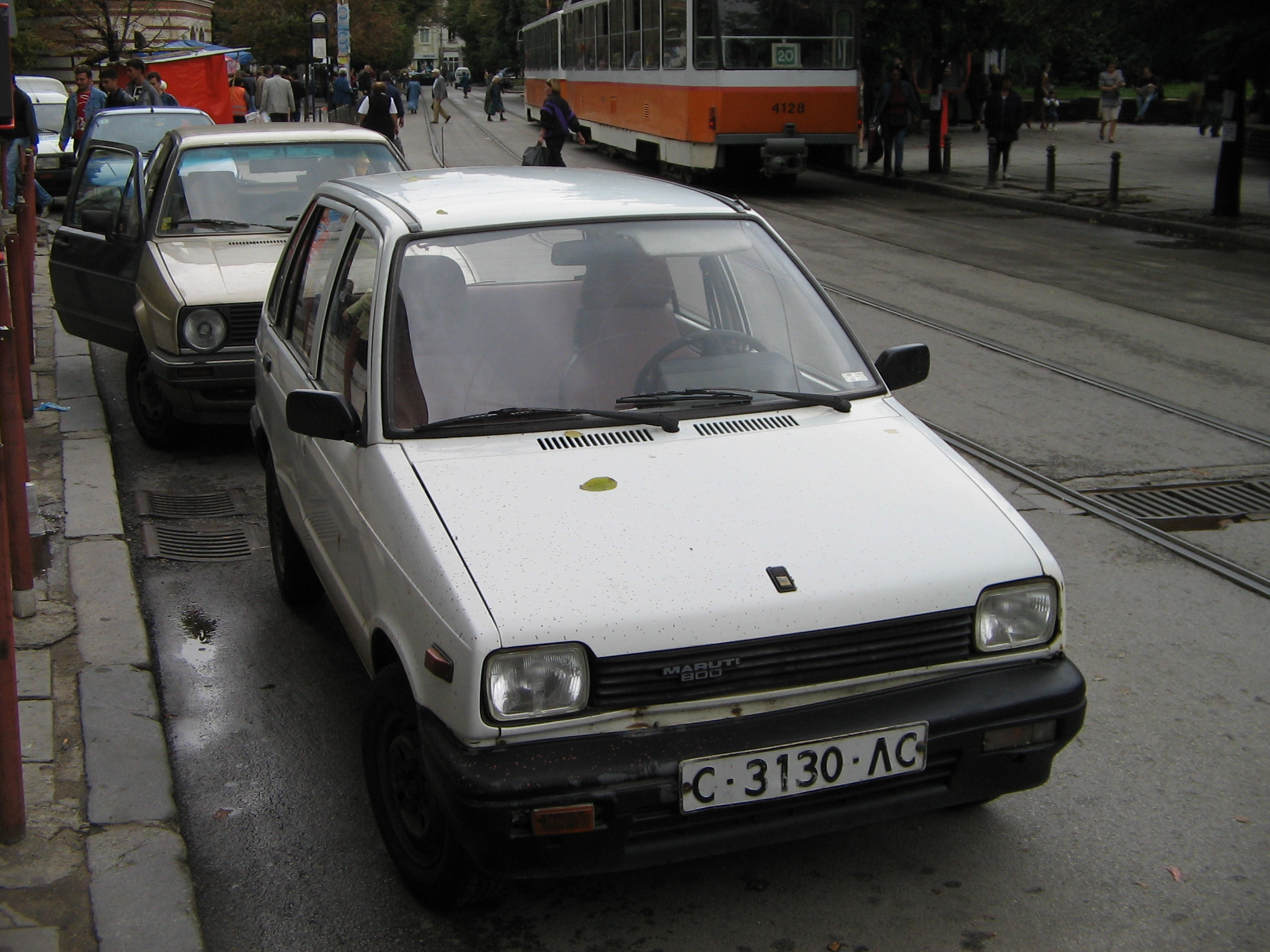
Maruti sprzedawane w Polsce

Maruti 800 – mały samochód miejski produkowany przez firmę Maruti w Indiach na licencji Suzuki (model Alto) od 1984 roku.
Jest to najlepiej sprzedający się samochód w Indiach, eksportowany także do krajów południowo-wschodniej Azji oraz niektórych krajów Ameryki Południowej pod nazwą Suzuki Maruti. Pod tą nazwą sprzedawany był w niektórych europejskich krajach (w tym i w Polsce) w latach 1988-1992. Produkcja modelu 800 ruszyła w grudniu 1984 roku w pełni z importowanych części. 
W czasie swojej produkcji Maruti 800 przeszło szereg zmian stylistycznych i jedną wartą uwagi zmianę techniczną, mianowicie wprowadzenie pięciostopniowej, manualnej skrzyni biegów. Samochód ten jest coraz rzadziej kupowany głównie poprzez wprowadzenie na indyjski rynek bardziej atrakcyjnego Suzuki Alto oferowanego w podobnej cenie. 
Trzycylindrowy silnik Maruti o pojemności 796 cm³ osiąga moc maksymalną 37 KM przenoszoną na dwunastocalowe koła, rozpędzając się do 120 km/h.
W 2005 roku wprowadzono w Indiach wersję z silnikiem spełniającym normy emisji spalin EURO 3.

## Sport
Maruti 800 umożliwił w Indiach ściganie się za niewielkie pieniądze, kiedy w 1988 roku za sprawą Sundarama Karivardhana wystartowała Formuła Maruti. Wielu kierowców takich jak Narain Karthikeyan, Karun Chandhok i Armaan Ebrahim rozpoczęło swoje międzynarodowe kariery po startach w Formule Maruti.

## Dane techniczne
- Silnik

| Silnik | Układ i liczba cylindrów | Pojemność skokowa[cm³] | Moc maksymalna [KM/przy obr./min] | Maks. moment obrotowy [Nm/przy obr./min] |
| ------ | ------------------------ | ---------------------- | --------------------------------- | ---------------------------------------- |
| 800    | R3                       | 796                    | 35/5000                           | 55,9/2500                                |

- podwozie
  - Zawieszenie przednie: zawieszenie kolumnowe McPherson
  - Zawieszenie tylne: amortyzatory gazowe, sprężyna śrubowa
  - Hamulce przód/tył: tarczowe/bębnowe
- Wymiary i masy
  - Dł x szer x wys [mm]: 3335x1440x1405
  - Rozstaw osi [mm]: 2175
  - Masa własna: 665 kg
  - DMC: 1000 kg
  - Pojemność bagażnika:160/1050
  - Pojemność zbiornika paliwa: 28 l
- Osiągi

| Silnik | 0-100 km/h [s] | Prędkość maks. [km/h] | Zużycie paliwa [l/100km] |
| ------ | -------------- | --------------------- | ------------------------ |
| 800    | 23,4           | 130                   | 5,5/6,5/8                |